# レンボルク
レンボルク（ポーランド語: Lębork [ˈlɛmbɔrk] ( 音声ファイル)、カシューブ語: Lãbòrg）は、ポーランド北西部の中ポモージェ地方にある町。人口約3.7万人。ウェバ川とオカリツァ川が流れる。1999年、それまでのスウプスク県からポモージェ県レンボルク郡の中心地になった。ドイツ名ラウエンブルク・イン・ポンメルン (Lauenburg in Pommern) 。

## 気候
この地域の気候は穏やかで、一年を通じ十分な降雨がある。ケッペンの気候区分の西岸海洋性気候 (Cfb) にあたる。

## 歴史

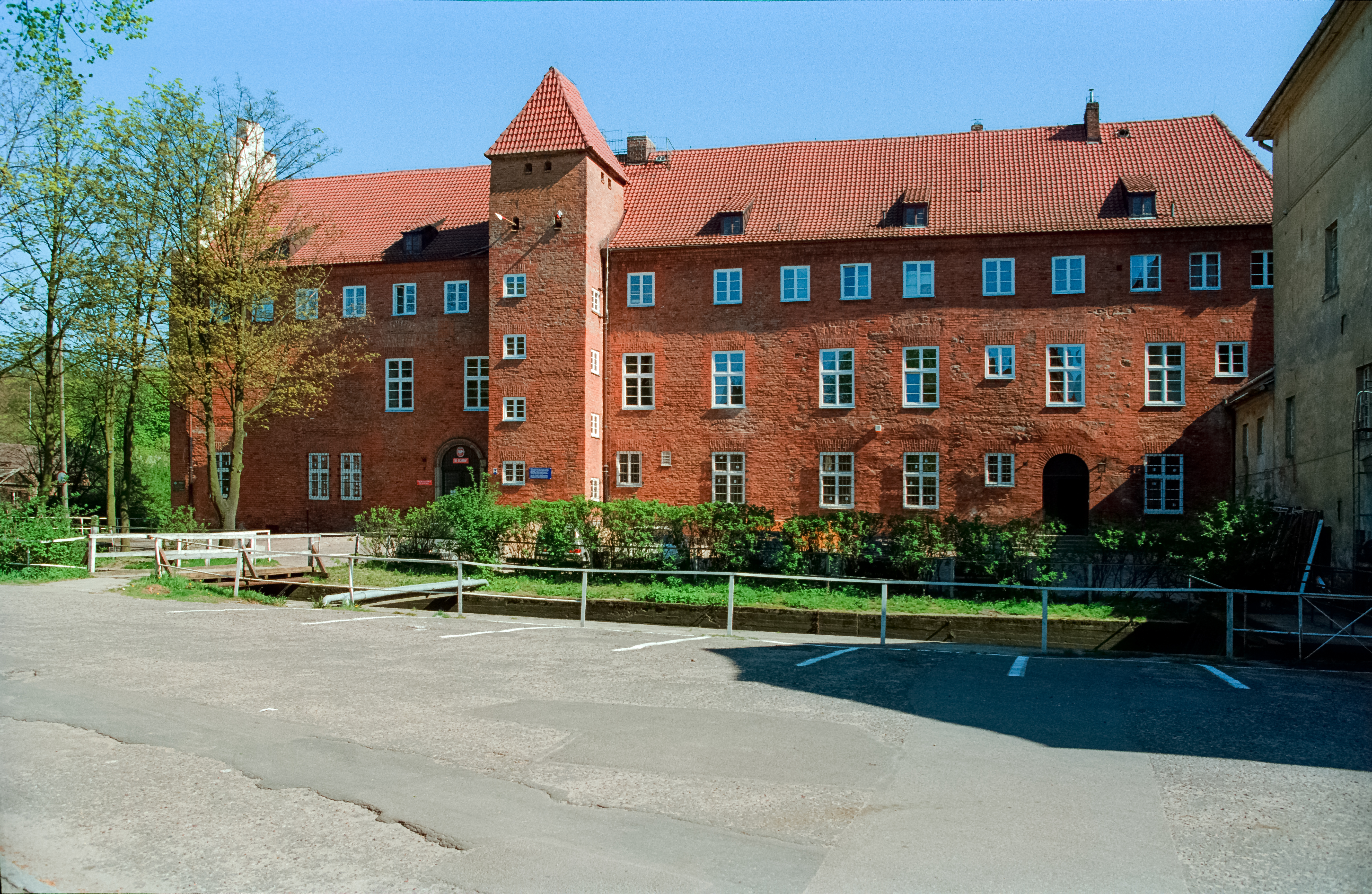
14世紀、チュートン騎士団が築いたオルデンスブルク城

町はもともとウェブノというポーランド人の村だったが、チュートン騎士団の侵攻後、ドイツ風にレヴィン (Lewin) もしくはレヴィンブルク (Lewinburg) と改称された。1341年、チュートン騎士団総長のディートリッヒ・フォン・アルテンブルクは、スウプスク一帯の領土防衛のためと考えられているが、ルッヒャー・フォン・エメリッヒに100フーテン（ハイドと同じ）を封じるとともに、レヴィンブルク（ラウエンブルク）にクルム権を与えて町とした。騎士団は1363年に、市街の東にオルデンスブルク城を築いた。1410年のグルンヴァルトの戦いののち、城は一部破壊された。1440年、町はプロイセン同盟に加盟した。人口はカシューブ人が大半を占めた。
1454年に十三年戦争がはじまると、ダンツィヒ（グダニスク）の軍勢がラウエンブルクとビュトフ（ビュトゥフ）を攻略したが、翌年、同盟結成を画策したポメラニア公エリク2世に追い返された。チュートン騎士団に取って代わったプロイセン同盟への忠誠を守り続けた町は、ポーランド王カジミェシュ4世から近隣の3村を与えられた。ポーランド王国側のダンツィヒ軍が1459年にラウエンブルクを再占領すると、町長のロレンツ・センフトプフはチュートン騎士団との交渉に入った。その翌年には再びエリクの差し金でチュートン騎士団が奪還したが、エリクは戦争中に寝返った。十三年戦争でチュートン騎士団は壊滅的敗北をこうむったが、ラウエンブルクとビュトフはポメラニア公領となった。1466年の第二次トルンの和約ではラウエンブルク・ビュトフ領として、彼の後継者の所領となった。

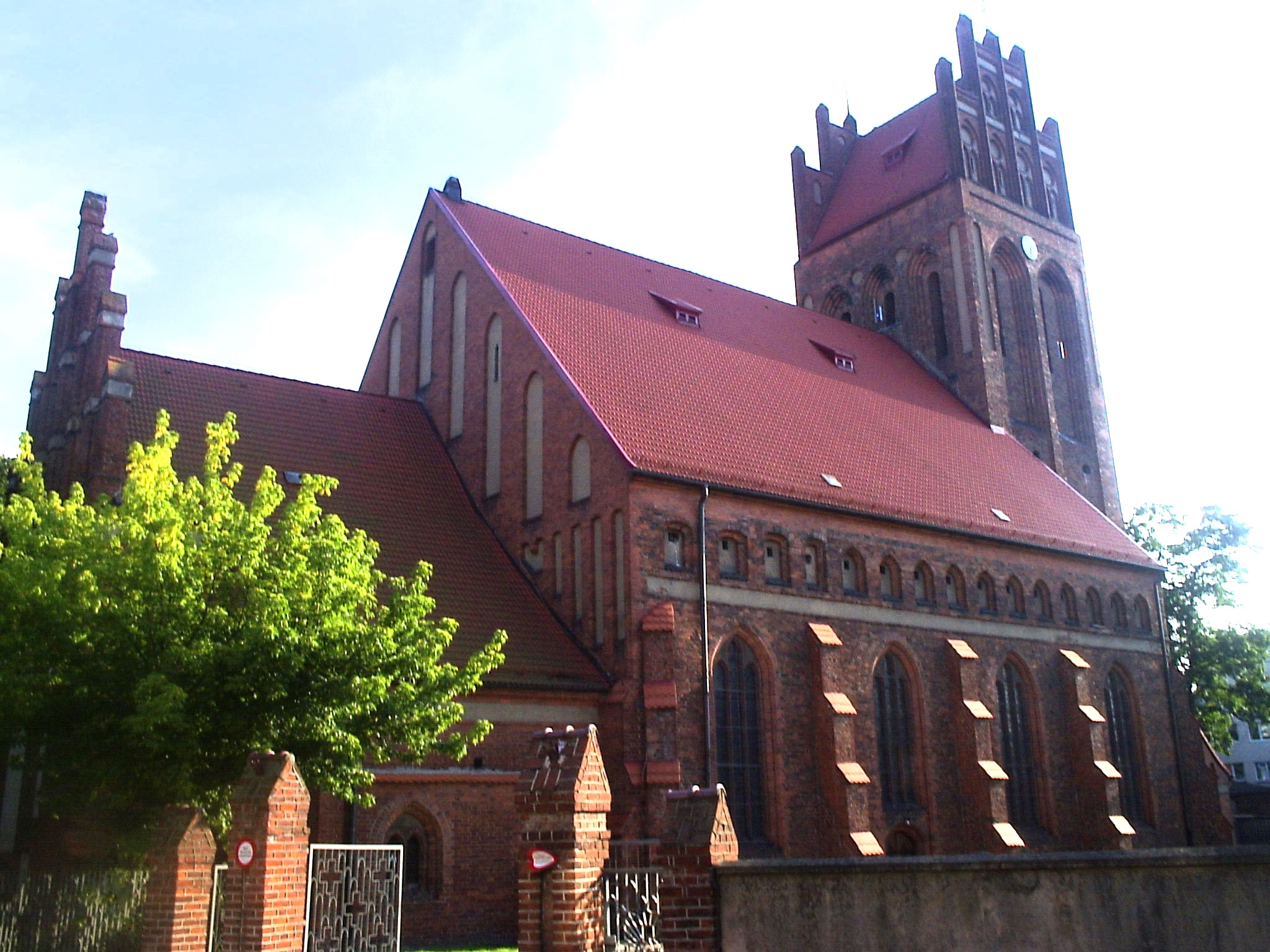
14世紀の聖ヤーコプ教会

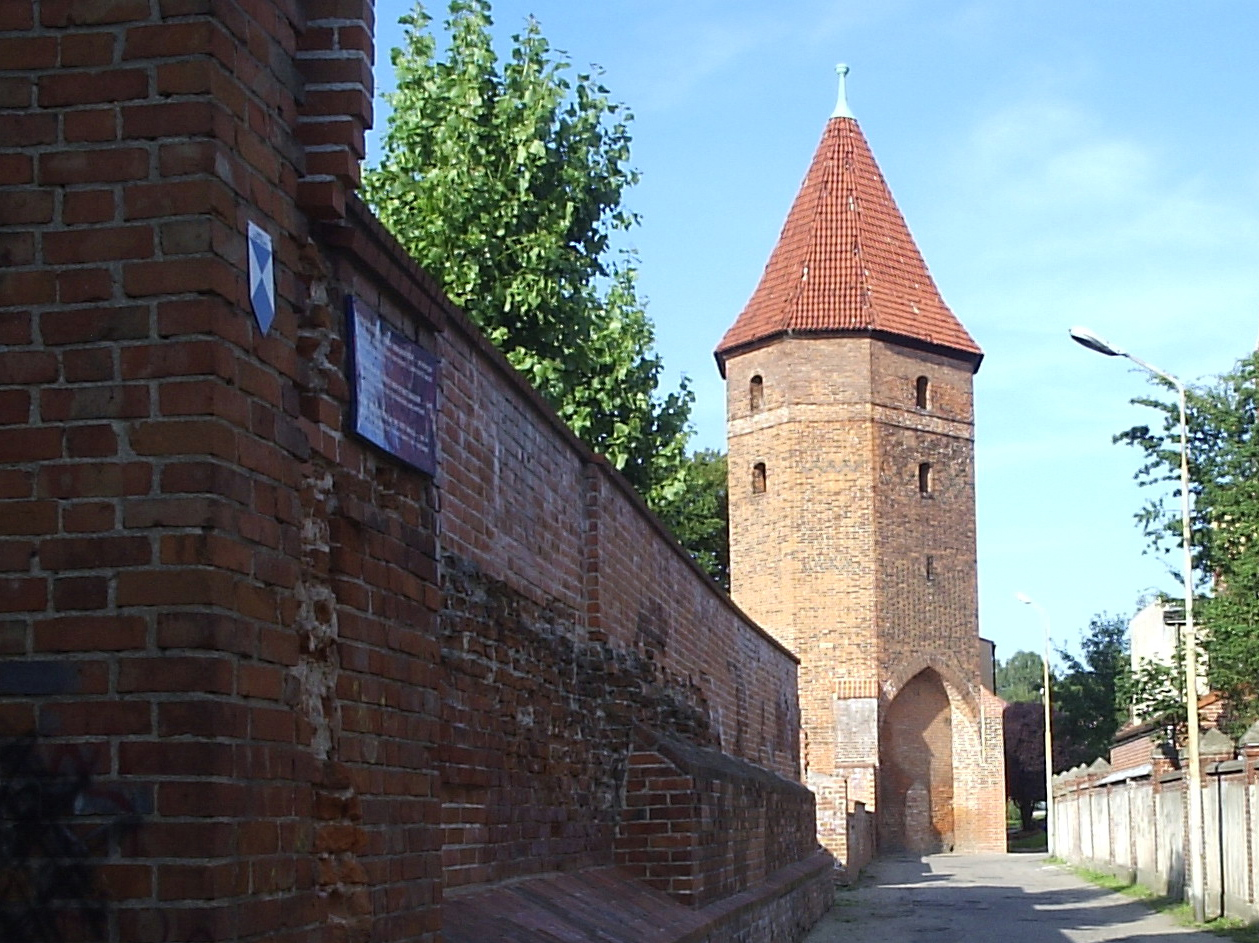
中世の市壁の一部

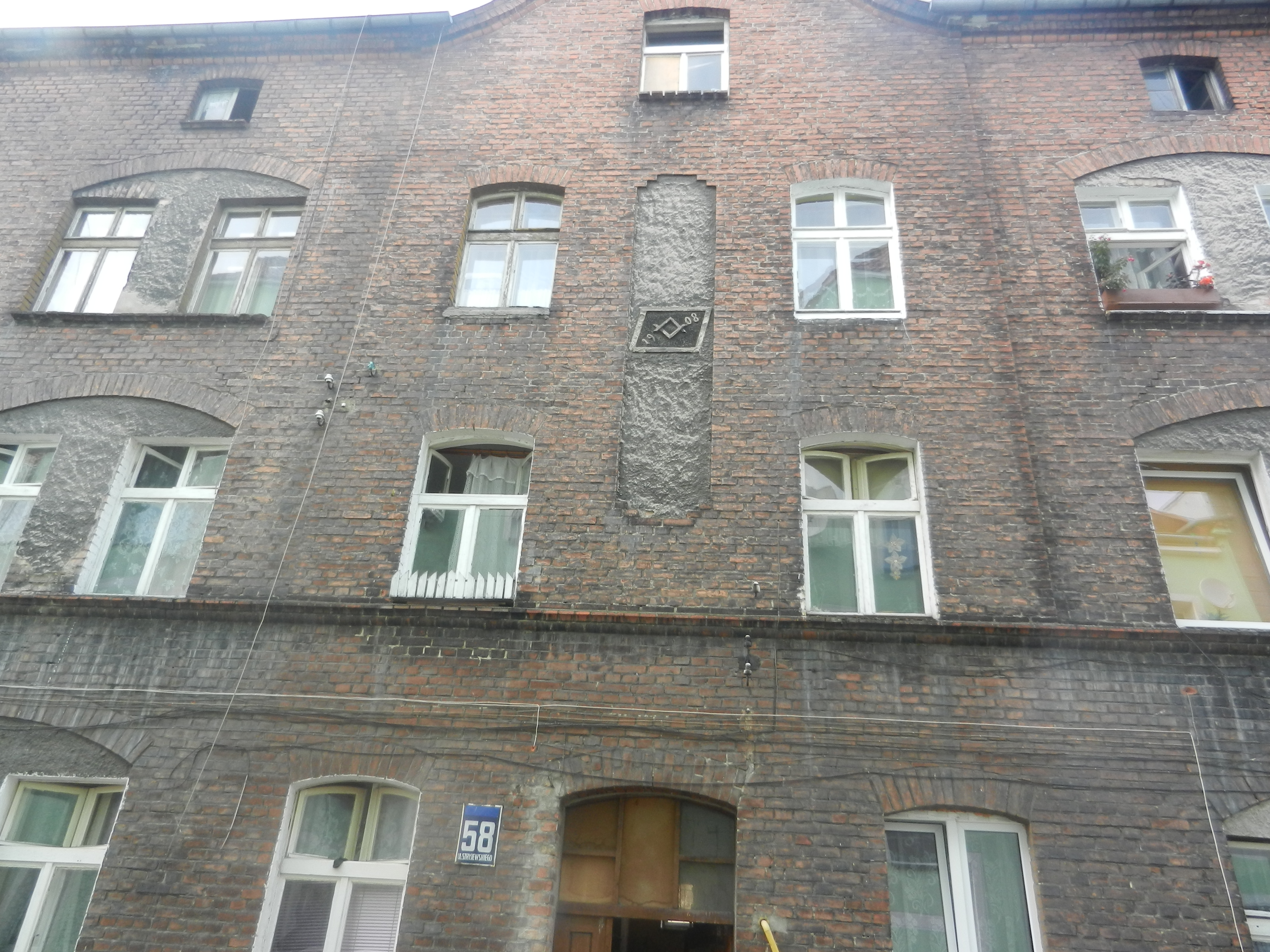
旧フリーメイソン・ロッジ

宗教改革は、1519年を少し過ぎてラウエンブルクに伝わった。1637年にポメラニア公ボギスラフ9世が亡くなると、ポーランド王ヴワディスワフ4世に相続された。対抗宗教改革は、ルーテル派のこの町に大きな影響を及ぼした。北方の諸戦争ではスウェーデンに占領された。対スウェーデン同盟を構築するため、ヤン2世は大洪水時代の1657年に結ばれたブロンベルク条約で、ラウエンブルク・ビュトフ領を世襲領としてブランデンブルク＝プロイセンのフリードリヒ・ヴィルヘルムに譲った。1658年、退却するスウェーデン軍はラウエンブルクに火を放ち、70軒の家屋と町役場が破壊された。フリードリヒ・ヴィルヘルムは復興のため、町に向こう5年間の租税を免除した。1682年にもラウエンブルクで大火が発生した。
1701年、ラウエンブルクはプロイセン王国に編入された。第一次ポーランド分割後の1773年のワルシャワ条約で、プロイセンに完全な主権が認められた。ラウエンブルク・ビュトフ領ははじめ西プロイセンに含まれたが、1777年にプロイセン領ポメラニアに移管された。ナポレオン戦争が終結した1816年には、ポメラニア州のキョスリン行政管区に組み入れられた。
ラウエンブルク・ビュトフ領は1846年に分割された。1852年、ダンツィヒ-シュテッティン（シュチェチン）間にプロイセン東部鉄道ができると、工業都市として発展をみせはじめた。ドイツ統一によって、1871年に町はドイツ帝国の一部となった。第一次世界大戦後、旧西プロイセンの大部分がポーランド回廊としてポーランド第二共和国に割譲されると、ラウエンブルクとその周辺に多くのドイツ人が移り住んだ。1933年、ヴィリー・フルッゲルの指導で高等師範学校が設置された。サッカークラブのSVストゥルム・ラウエンブルクはガウリーガ・ポンメルンに所属した。1866年には、当時の中心的な企業家らによってフリーメイソンのロッジが組織された。
第二次世界大戦中、ラウエンブルクにはシュトゥットホーフ強制収容所の分館であるラウエンブルク強制収容所が置かれた。1945年3月10日、赤軍が市街に無血入城した。旧市街のほとんどが焼け落ちたが、ゴシック様式の聖ヤーコプ教会と城に被害は出なかった。このとき、およそ600人が自決した。戦後のポツダム宣言にしたがって、町はレンボルクとしてポーランドの施政下に入った。残留ドイツ人は追放され、ポーランド人が取って代わった。
町内の鉄道駅には、レンボルク駅とレンボルク・ノヴィ・シヴィアト駅がある。

## 人口統計
第二次世界大戦終結以前（ドイツ領時代）のラウエンブルク市民の大部分はプロテスタントであった。
人口の推移
- 1782年 1,482 - 内ユダヤ人36[8]
- 1794年 1,432 - 内ユダヤ人29[8]
- 1812年 1,548 - 内カトリック教徒48、ユダヤ人47[8]
- 1831年 2,621 - 内カトリック教徒181、ユダヤ人147[8]
- 1843年 3,779 - 内カトリック教徒222、ユダヤ人262[8]
- 1861年 5,310 - 内カトリック教徒305、ユダヤ人259[8]
- 1900年 10,442 - 内カトリック教徒1,151、ユダヤ人276[9]
- 1910年 13,916
- 1925年 17,161 - 内カトリック教徒1,850、ユダヤ人290、その他300[10]
- 1933年 18,962
- 1939年 19,108[6]
- 1960年 21,200
- 1970年 25,100
- 1975年 26,600
- 1980年 29,200
- 1990年 34,300
- 1995年 36,300
- 1998年 37,000
- 2004年 35,154
- 2005年 35,000

## ゆかりの人物

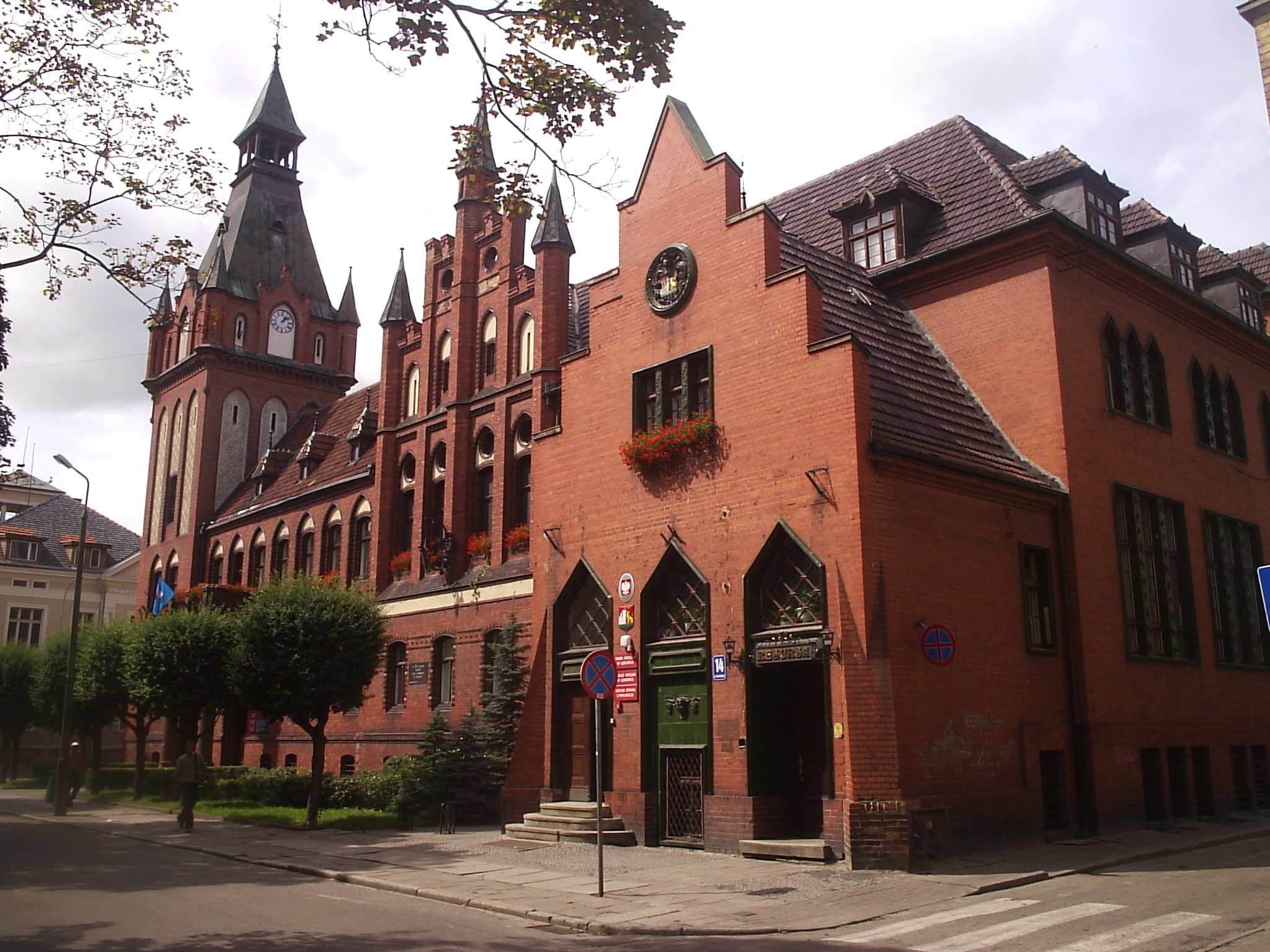
レンボルク町の合同庁舎

- ポール・ニプコー（1860年 - 1940年） テレビの先駆者
- ヨーゼフ・ホロウィッツ（1874年 - 1931年） 東洋学者
- エドワード・サピア（1884年 - 1939年） 民族学者、言語学者
- エーリヒ・フォン・デム・バッハ＝ツェレウスキー（1899年 - 1972年） ナチス親衛隊将校
- エヴァ・パラディース（1920年 - 1946年） 強制収容所の監督
- ユルゲン・エヒテルナッハ（1937年 - 2006年） 政治家。ドイツキリスト教民主同盟所属
- アンナ・フォティガ（1957年 - ） 政治家

名誉市民：オットー・フォン・ビスマルク宰相（1874年から）
ドイツ帝国宰相を辞任したビスマルクは1890年、ラウエンブルク公に叙せられたが、これは現在のドイツのラウエンブルク市のことで、ポメラニアのレンボルク/ラウエンブルクではない。

## 姉妹都市
- ラウエンブルク・アン・デア・エルベ（ドイツ）
- デュドランジュ（ルクセンブルク）
- マノ（フランス）